# BIBO
Pour les articles homonymes, voir Bibo (homonymie).
Un BIBO est un navire vraquier qui a la possibilité, si nécessaire, d'effectuer l'emballage de la cargaison au port de déchargement. Le nom provient de l'anglais Bulk In, Bags Out (« vrac au départ, sacs à l'arrivée ») ou Bulk In, Bulk Out (« vrac au départ, vrac à l'arrivée) qui décrit les modes de chargement et déchargement.
La motivation pour de tels navires est essentiellement économique, au vu de l'économie de temps réalisée. En effet un bateau de ce type peut charger sa cargaison même par temps de pluie, ce qui n’est pas le cas pour un cargo polyvalent ou vraquier classique. Les principaux produits concernés se trouvent dans l'agroalimentaire, principalement le sucre.
Le système est relativement récent et date des années 1970 ; le CHL Innovator, premier navire de ce type, a été construit en 1976 en tant que vraquier puis converti en BIBO en 1985. Il s'est relativement peu développé puisqu'on ne compte que quelques navires de ce type, dont le CHL Innovator et le CHL Progressor de la société de Singapour Commodity Handling Pte Ltd et le MRS Pioneer de la compagnie australienne Mackay Refined Sugars. Le CHL Innovator a été retiré du service et démoli en 2019.

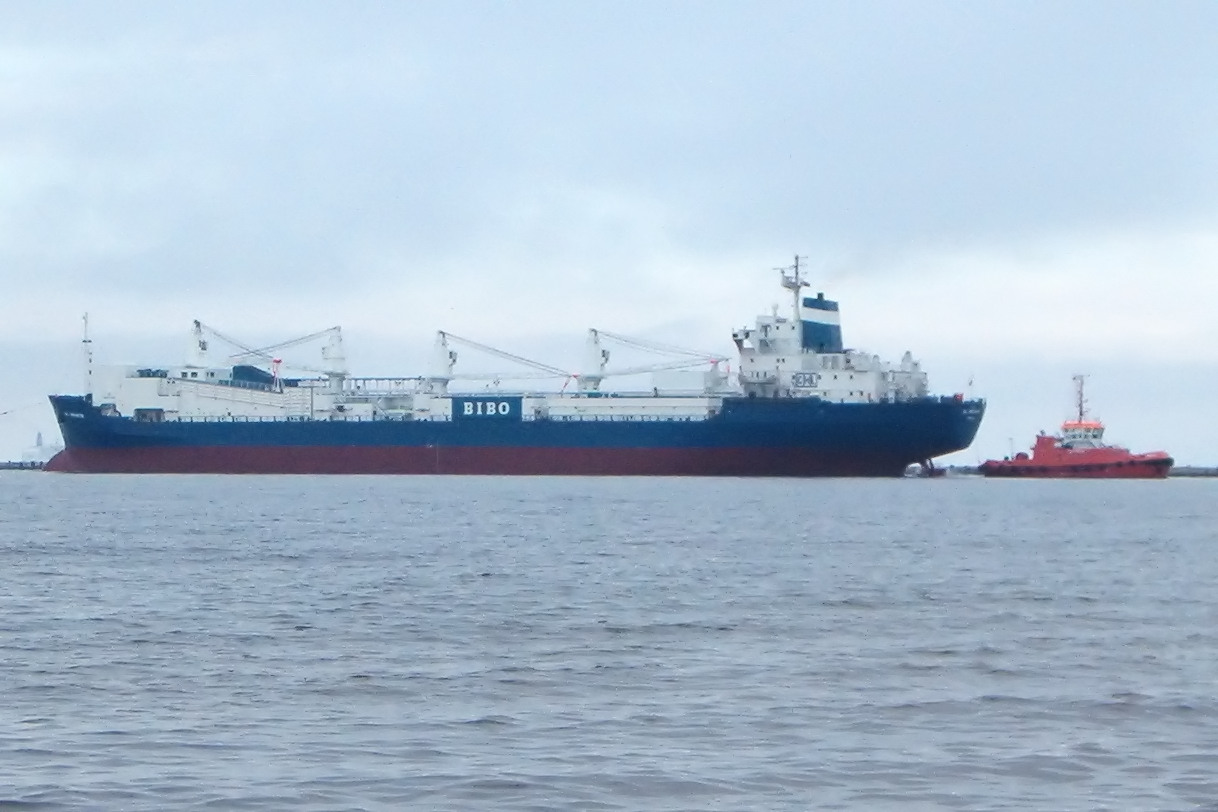
Le CHL Innovator à Gdańsk en Pologne.

## Opération
La cargaison est tout d'abord déposée dans de grandes cales en acier inoxydable au port de départ ; pour un navire de 40 000 tpl, le chargement prend environ trois jours. Les cadences de chargement sont d’environ 700 tonnes par heure.
Au port d'arrivée, un système de récupération permet d'envoyer la cargaison sur le pont de traitement, qui est en général le pont principal. Le traitement comprend une étape de pesée afin de faire des lots de 50 kilogrammes et une chaîne d'ensachage où travaillent des ouvriers. Les sacs sont déchargés par bandes transporteuses directement sur un moyen de transport — comme un camion — ou dans un entrepôt situé près du quai de déchargement. La cadence de déchargement en sacs varie suivant les ports de destination mais peut atteindre jusqu'à 3 000 tonnes par jour (base 24 h). En quelques rares occasions, le total déchargé a dépassé les 5 000 tonnes par jour. Le déchargement en vrac est de 300 tonnes par heure.

## Conception
Les dimensions de ces navires restent modérées : ils transportent de 20 000 à 40 000 tonnes de port en lourd et mesurent 170 à 190 mètres de long. L'âge de la flotte est élevé, de 20 à 30 ans. Les deux premiers navires étaient des vraquiers qui ont été convertis par l'ajout sur le pont du système de traitement ; le MRS Pioneer a été le premier navire conçu directement en tant que BIBO.
Par rapport à un vraquier normal, un BIBO se distingue par :
- le revêtement des cales, transformées en cellules ;
- l'aménagement du pont principal avec des convoyeurs, salles de contrôle, locaux d'ensachage… ;
- la présence d'endroits de stockage pour les produits emballés et pour les matériaux d'emballage.

Dans les cellules, la cargaison doit être remuée en permanence pour assurer le pompage ; un agitateur mécanique et des racleurs mobiles sont utilisés pour cela.
Un danger est l'accumulation de poussières en suspension, pouvant entraîner une explosion si la température augmente. Les cales sont ainsi ventilées en permanence et le niveau de poussière surveillé ; un gaz inhibiteur peut être injecté si le mélange air-poussières atteint une certaine limite.

## Avantages et inconvénients
Le transport par BIBO permet d'assurer une bonne qualité au produit grâce au revêtement des cales, des pertes minimales de produit, un taux de chargement et déchargement élevé et donc un temps de rotation réduit dans les ports. Les sacs sont moins facilement endommagés que s'ils étaient transportés dans un cargo polyvalent.
Cependant, la construction d'un tel navire ou la transformation d'un vraquier existant est coûteuse et doit être envisagée en relation avec les opérateurs à terre ainsi que les ports où des moyens de déchargement adaptés doivent exister. Pour cette raison, un seul opérateur a investi dans les BIBO, ED&F MAN.